# Idrochinone

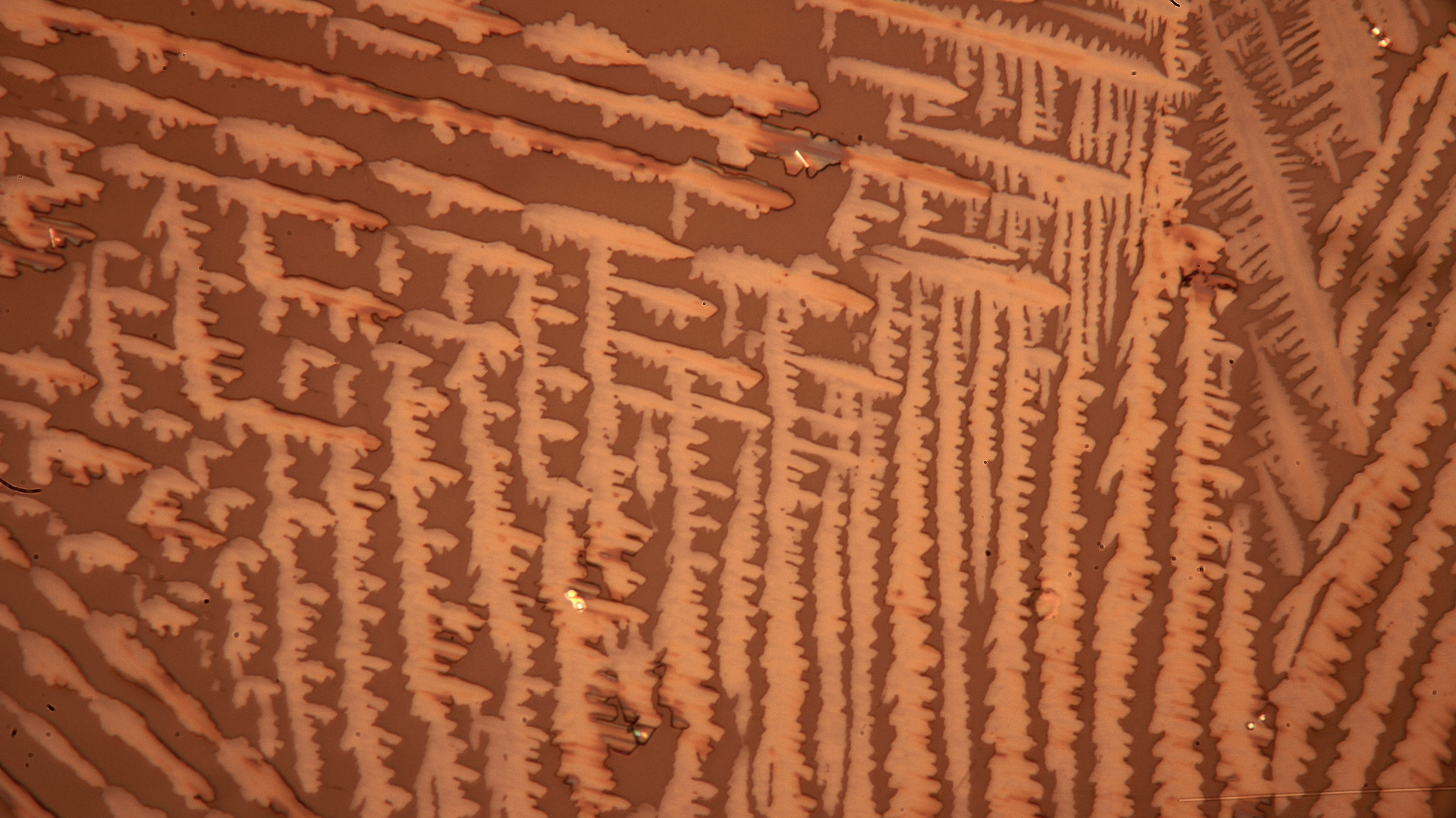
Idrochinone cristallizzato al microscopio

L'idrochinone (o chinolo) è un fenolo, benché la presenza di due gruppi ossidrile gli conferisca reattività e proprietà particolari. Spesso è commercializzato nella sua forma pura C6H6O2. A temperatura ambiente si presenta come un solido a cristalli aghiformi da incolore a bianco o a riflessi argentei, quasi inodore (stesso odore del chinone).

## Usi
L'idrochinone trova impiego:

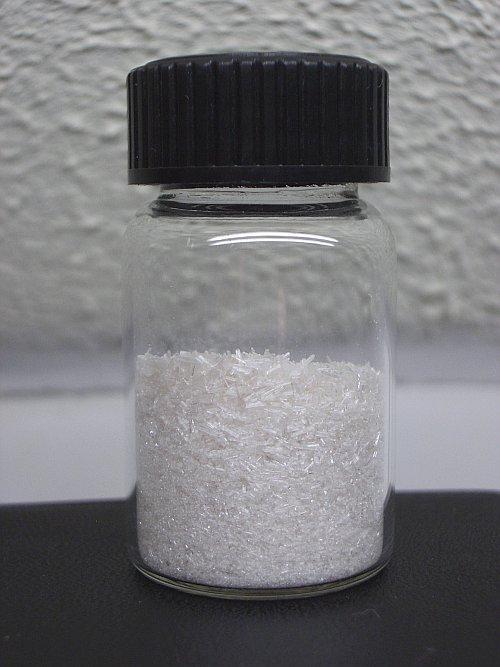
Un campione di idrochinone

- nella fotografia come rivelatore. Insieme con l'1,4-benzochinone forma il chinidrone;
- nel mondo del restauro;
- in cosmetica per la produzione di lozioni per capelli, unghie artificiali nonché, sempre in cosmetica, quale molecola schiarente sotto forma di creme;
- in dermatologia per usi specifici (depigmentazione), in Italia come formulazione galenica sotto piano terapeutico (mentre il derivato monobenzone di idrochinone o idrochinone monobenziletere, è stato invece vietato).

L'idrochinone è ampiamente utilizzato in tutto il mondo in forma pura, quale prodotto hobbistico o professionale, nello sviluppo fotografico nonché nel settore cosmetico e del restauro. La vendita dell'idrochinone puro è ammessa in tutto il mondo quale materia prima o semilavorato da impiegarsi in una moltitudine di settori. In Europa è ammessa la vendita della materia prima idrochinone per uso cosmetico, chimico (esempio per il settore del restauro), hobbistico, nel settore dei conservanti, ecc. L'idrochinone nell'Unione Europea, tra gli svariati impieghi, trova applicazione per la produzione di lozioni per capelli e per la realizzazione di unghie artificiali, per lo sviluppo fotografico, per il restauro, per la conservazione di determinati prodotti ad alta deperibilità, ecc. La vendita della materia prima pura o del prodotto semilavorato, a differenza dell'idrochinone presente nei prodotti finiti, non incontra alcun limite essendo il prodotto base impiegato per la produzione dei singoli prodotti finiti.
Per l'Italia l'esportazione di questo prodotto rappresenta una componente sempre più rilevante in un settore trainante per l’economia anche in tempo di congiuntura economica. In moltissimi paesi (Stati Uniti, Australia, Turchia, Canada, Giappone, Indonesia, Thailandia, Russia, India, Filippine, Arabia Saudita, Cina, ecc.) l’idrochinone trova largo impiego nella produzione di prodotti cosmetici quali lozioni, unguenti, unghie artificiali, prodotti schiarenti in percentuali anche elevate, comprese tra il 2% e il 20%, poste in libera vendita. Oltre che nei succitati Paesi l'uso dell'Idrochinone è ampiamente diffuso in America Latina, Africa e nei paesi dell'area Indo-Pacifica. In moltissimi stati la percentuale ammessa in creme, lozioni e pomate, oltre che nella realizzazione di unghie artificiali non prevede alcun limite, trattandosi di una molecola ampiamente apprezzata. Proprio per queste ragioni la vendita diffusiva non incontra alcun limite trattandosi di un prodotto legittimamente e facilmente reperibile sul mercato mondiale senza necessità di licenze e/o autorizzazioni d'acquisto. L'idrochinone non è pertanto da considerarsi né un farmaco né un medicinale in quanto trova largo impiego in ambito cosmetico e in molti altri settori. In particolare l'uso nel settore dello sviluppo fotografico e del restauro, oltre che in quello della cosmetica, sta sempre più prendendo piede in tutto il mondo facendo apprezzare la materia prima realizzata, o anche solo analizzata, presso i laboratori italiani ed europei.
Nel nuovo Regolamento Cosmetici della Comunità Europea (Reg. 1223/09 e aggiornamento dovuto al Reg. 344/2013) il suo utilizzo è stato fortemente ristretto e limitato, con massima concentrazione dello 0,02%, solo a "sistemi di unghie artificiali". Già dal 2000 era vietato il suo utilizzo come schiarente della pelle in cosmesi. Il suo utilizzo sulla pelle è al momento consentito solo se viene prescritto dal dermatologo sotto forma di preparazione galenica. La Comunità Europea, tramite il sistema di allerta rapido RAPEX, spesso rifiuta alla frontiera l'importazione nella Comunità Europea, con conseguente distruzione del prodotto, di prodotti cosmetici schiarenti per la pelle contenenti idrochinone (es. numero allerta A12/0723/19, motivazione: "L'idrochinone può provocare un'irritazione ed una dermatite della pelle e può ugualmente provocare il cancro. Il prodotto non è conforme al Regolamento sui prodotti cosmetici").
L'idrochinone viene utilizzato come inibitore di polimerizzazione nel metil metacrilato (MMA) monomero, impiegato in parti per milione (ppm).

## Reazioni
Per ossidazione con clorati, iodio o dicromati in soluzione acida forma 1,4-benzochinone.

## Sintesi
I processi industriali di produzione dell'idrochinone sono essenzialmente tre:
- analogamente alla sintesi del fenolo per idrolisi dell'idroperossido di cumene, il processo più usato prevede la di-alchilazione del benzene a 1,4-diisopropilbenzene, ossidazione di quest'ultimo con aria al corrispondente bis-idroperossido e successiva sua idrolisi in acetone e idrochinone;
- idrossilazione del fenolo con perossido di idrogeno, a dare una miscela di idrochinone e catecolo

C6H5OH + H2O2 → C6H4(OH)2 + H2O
- infine, per ossidazione dell'anilina con biossido di manganese a 1,4-benzochinone, seguita dalla sua riduzione a idrochinone.

Esiste un metodo che opera per "via verde" da risorse rinnovabili, il quale fa uso della reazione del glucosio per biocatalisi a dare acido chinico. Quest'ultimo per reazione su catalizzatore Ag3PO4/K2S2O8 fornisce l'idrochinone.

## Biochimica
In natura l'idrochinone, appartenente alla categoria dei fenoli semplici, è presente in molte famiglie (Ericaceae, Rosaceae, Saxifragaceae) essenzialmente come arbutina, una sua forma mono-glucosidica.